# HD 158220
Désignations
HD 158220 est une étoile géante Be de la constellation de l'Autel. C'est une étoile variable pulsante qui change de luminosité avec une amplitude de 0,030 en magnitude avec une périodicité de 1,15 jours.